# Стшембово
Стшембово (пол. Strzembowo) — село в Польщі, у гміні Нарушево Плонського повіту Мазовецького воєводства.
Населення — 361 особа (2011).
У 1975-1998 роках село належало до Цехановського воєводства.

## Демографія
Демографічна структура станом на 31 березня 2011 року:
|          | Загалом | Допрацездатний вік | Працездатний вік | Постпрацездатний вік |
| -------- | ------- | ------------------ | ---------------- | -------------------- |
| Чоловіки | 160     | 26                 | 117              | 17                   |
| Жінки    | 201     | 49                 | 102              | 50                   |
| Разом    | 361     | 75                 | 219              | 67                   |